# NGC 7049
NGC 7049 es una galaxia lenticular ubicada en la constelación austral de Indus. Mide alrededor de 150.000 años luz de diámetro y se encuentra a una distancia aproximada de 100 millones de años luz.

## Características
La aparencia inusual de NGC 7049 es mayormente debida a un prominente anillo de polvo ubicado frente a la luz de las estrellas de la galaxia, ocultándolas. Estas franjas de polvo son visibles frecuentemente en galaxias jóvenes con regiones de formación estelar activa. NGC muestra características de una galaxia espiral y una elíptica al mismo tiempo, y contiene algunos cúmulos globulares.

### Triplete de Indus
NGC 7049 es el miembro más importante del triplete de galaxias de la constelación de Indus, formado por NGC 7029, NGC 7041 y NGC 7049. Su estructura puede ser el producto de algunas colisiones recientes con otras galaxias del grupo.